# Aalborg DH
Aalborg Damehåndbold (Aalborg DH) – duński klub piłki ręcznej kobiet, powstały w 2001 roku z bazą w Aalborgu. Obecnie występuje w rozgrywkach GuldBageren Ligaen.

## Sukcesy
Mistrzostwa Danii:
- 2. miejsce – 2005, 2009
- 3. miejsce – 2006, 2007